# Дебют трёх коней
Дебю́т трёх коне́й — дебют, начинающийся ходами: 
 1. e2-e4 e7-e5 
 2. Kg1-f3 Kb8-c6 
 3. Kb1-c3.
Относится к открытым началам.

## История
Этот дебют возник в результате желания чёрных уклониться от «дебюта четырёх коней». В современной турнирной практике встречается редко, так как белые во всех вариантах достигают несколько лучшей позиции.

## Варианты
Вместо 3. … Кg8-f6 ведущего к дебюту четырёх коней чёрные играют:
- 3… Cf8-c5 — наиболее популярное продолжение
  - 4. Кf3xe5 — с основными ответами 4…Кc6xe5 или 4…Сc5xf2+
  - 4. Cf1-c4
  - 4. Cf1-b5
- 3…Cf8-b4 — белые путём 4. Кс3-d5 Cb4-a5 5. Cf1-c4 Kg8-e7 6. 0—0 0—0 7. c2-c3 d7-d6 8. a2-a4 получают лучшие шансы.
- 3…d7-d6
  - 4. Cf1-b5 — переходя к испанской партии.
  - 4. d2-d4 — переходя к шотландской партии.
- 3…g7-g6 — старинное продолжение В. Стейница. Однако здесь белые получают лучшие шансы.